# سازمان طلایه‌دار
سازمان طلایه‌دار یا سازمان پربازده (به انگلیسی: High Performance Organization) یا HPO یک چارچوب مفهومی برای سازمان‌هایی است که به سمت بهبود پایدار عملکرد سازمانی هدایت می‌شوند. این یک مدل جایگزین برای مدل بروکراتیک که به عنوان تیلوریسم (مدیریت علمی) شناخته می‌شود می‌باشد. تعریف مشخصی از سازمان طلایه دار وجود ندارد، اما تحقیقات نشان می‌دهد که سازمان‌هایی که این مدل را مناسب می‌دانند، دارای ویژگی‌های مشترکی هستند. یکی از مهم‌ترین آن‌ها توانایی تشخیص نیاز به انطباق با محدوده ای که سازمان در آن فعالیت می‌کند، می‌باشد. سازمان‌های طلایه دار می‌توانند به سرعت و باکارآمدی ساختار و شیوه‌های عملیاتی خود را برای برآورده ساختن نیازها تغییر دهند. این سازمان‌ها در حالی که اهداف کوتاه مدت قابل اجرایی را ارائه می‌دهند، بر موفقیت‌های دراز مدت تمرکز می‌کنند. این سازمان‌ها انعطاف‌پذیر، مشتری محور و قادر به کار به صورت بسیار مؤثر در تیم‌ها هستند. فرهنگ و مدیریت این سازمان‌ها از سلسله مراتب شفاف، کارتیمی، تنوع و سازگاری با محیطی حمایت می‌کنند که همه از برترین موفقیت‌های این نوع سازمان‌ها هستند. در مقایسه با دیگر سازمان‌ها، سازمان‌های طلایه دار زمان بسیار بیشتری را بر روی بهبود مستمر قابلیت‌های اصلیشان صرف می‌کنند و بر روی نیروی کارشان سرمایه‌گذاری می‌کنند، که منجر به افزایش رشد و عملکرد می‌شود. سازمان‌های طلایه دار گاهی اوقات با عنوان سازمان‌های با تعهد بالا شناخته می‌شوند.